# Humeral

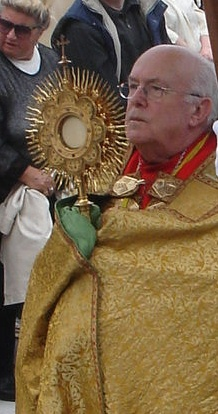
El cardenal Godfried Danneels agafa la custòdia amb l'humeral.

L'humeral, també anomenat vel humeral, és un teixit litúrgic -normalment de seda- d'aproximadament 2 metres de llarg i 50 cm d'ample, que el sacerdot es posa sobre les espatlles i l'esquena per tal de portar el Santíssim Sagrament a beneir amb Aquest, o per a portar-lo en processó. Sol ser blanc o daurat, i molt brodat.
Durant les Misses pontificals, els acòlits solen fer servir humerals, un per a portar la mitra i un altre per a portar el bàcul del bisbe. En la Missa Solemne tridentina és utilitzat d'acord amb el color litúrgic i s'hi cobreix el calze fins a l'ofertori. El sotsdiaca pren el vel i hi trasllada el calze fins a l'altar per a després amagar la patena entre el vel fins a poc abans de la consagració.
També es pot emprar per a portar les relíquies de la Passió de Crist, sent en aquest cas el color vermell l'indicat per a la tela. Les relíquies dels sants no poden prendre's amb un humeral.